# Маршал Румынии
Маршал Румынии (рум. Mareșal al României) — высшее воинское звание Вооружённых сил Румынии. Является «пятизвёздным» званием (по применяемой в НАТО кодировке — OF-10).

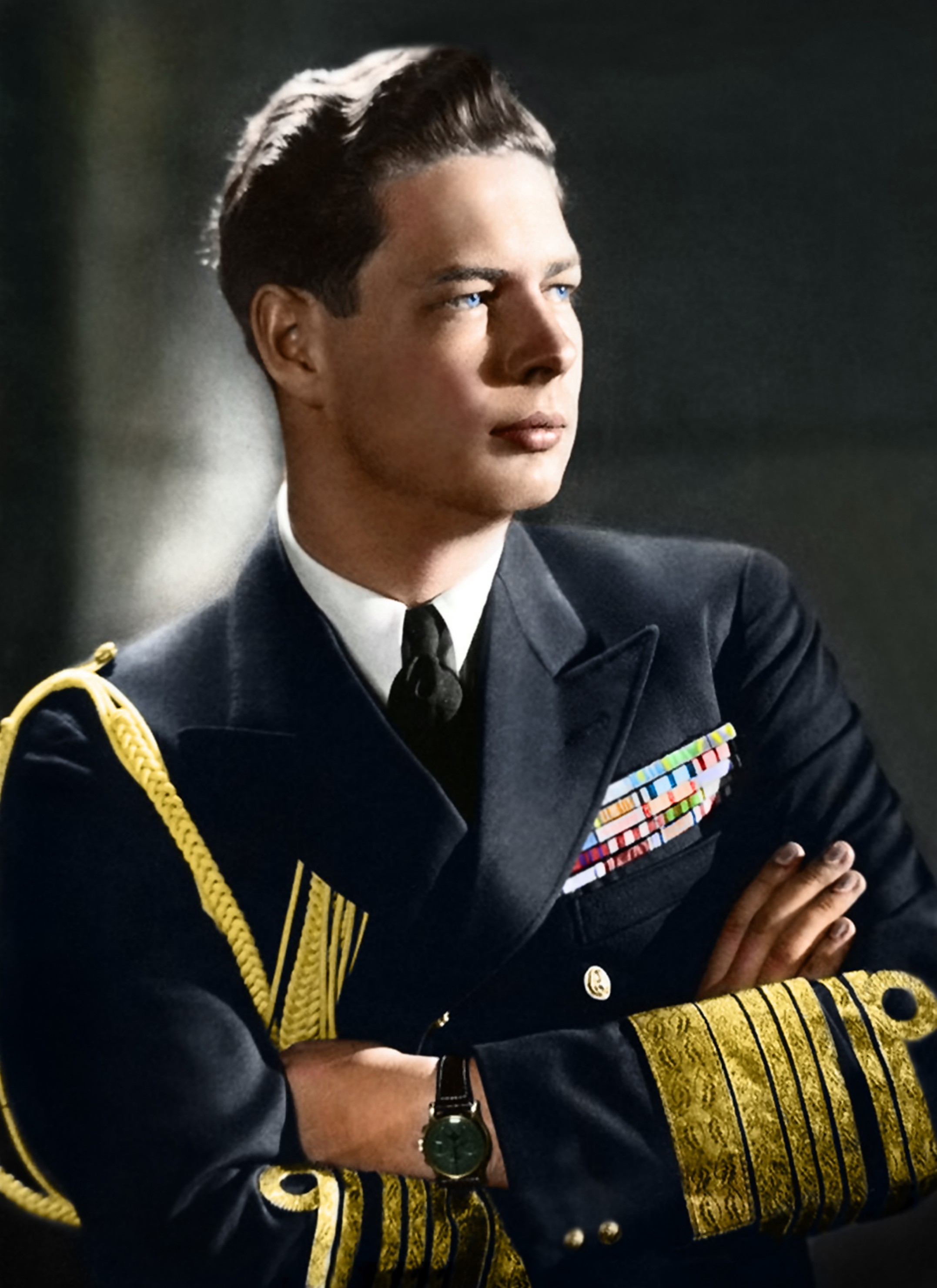
Михай I — один из носителей данного звания (1941 год)

Следует за званиями «Генерал» и «Адмирал» и является высшим званием для военнослужащих Вооружённых сил.

## Положение о звании
Звание Маршала Румынии может быть присвоено только генералу или адмиралу за исключительные военные заслуги во время войны. Присвоение звания осуществляется Президентом Румынии по согласованию с Высшим советом национальной обороны Румынии.

## Знаки различия
Знаки различия выглядят следующим образом: на погон генерала вместо звёздочек наложены два скрещённых маршальских жезла.

## Носители звания
| № | Имя                 | Портрет | Годы жизни | Дата присвоения звания | Прим.  |
| - | ------------------- | ------- | ---------- | ---------------------- | ------ |
| 1 | Кароль I            |         | 1839—1914  | 7 апреля 1909          | [ 6 ]  |
| 2 | Фердинанд I         |         | 1865—1927  | 18 ноября 1918         | [ 7 ]  |
| 3 | Константин Презан   |         | 1861—1943  | 13 марта 1924          | [ 8 ]  |
| 4 | Александру Авереску |         | 1859—1938  | 14 июня 1930           | [ 9 ]  |
| 5 | Кароль II           |         | 1893—1953  | 14 июня 1938           | [ 10 ] |
| 6 | Михай I             |         | 1921—2017  | 10 мая 1941            | [ 2 ]  |
| 7 | Йон Антонеску       |         | 1882—1946  | 22 августа 1941        | [ 11 ] |

## Галерея

Погон
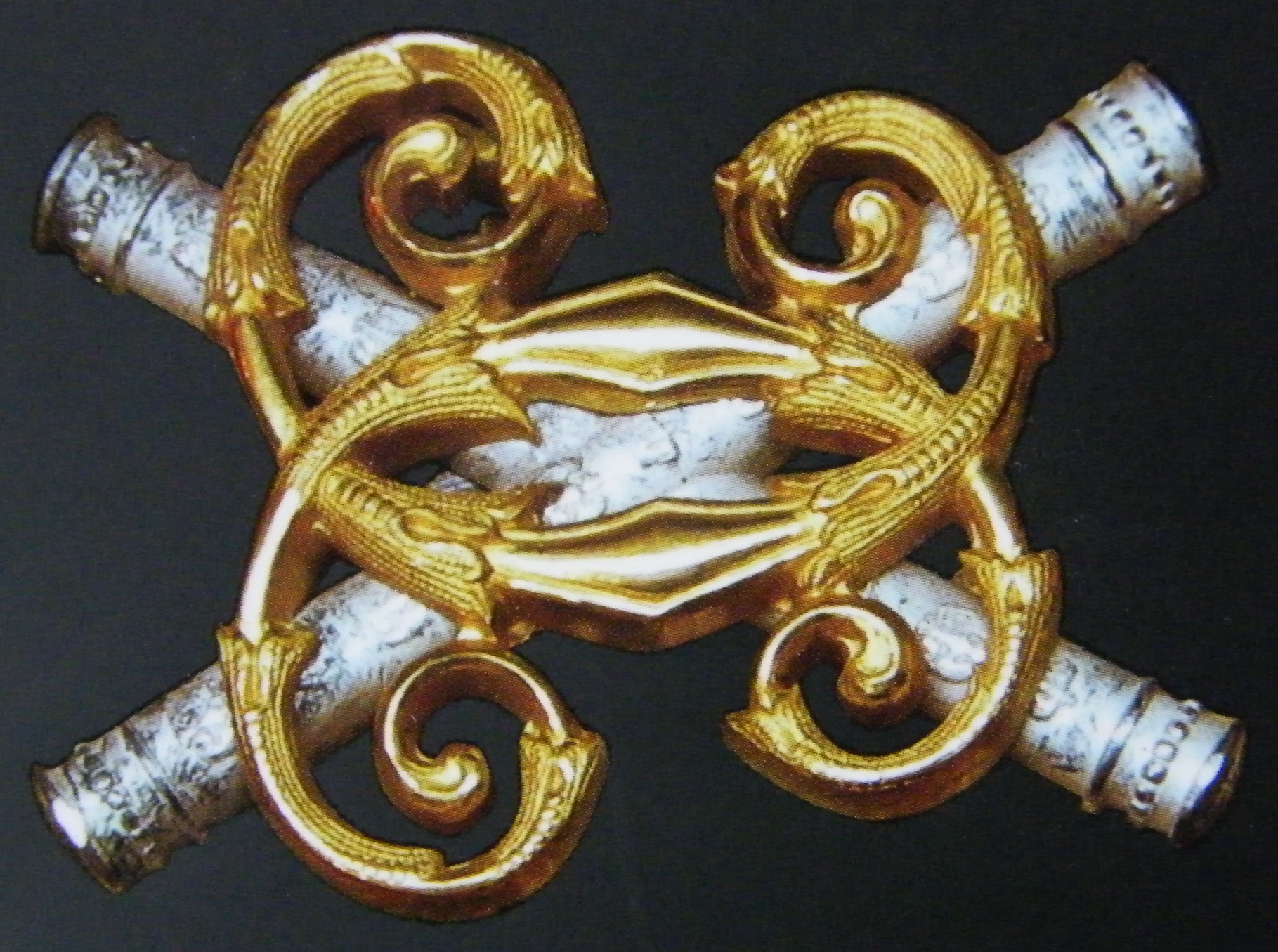
Знак различия Константина Презана
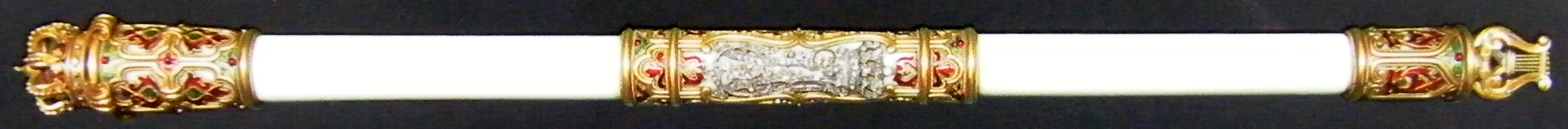
Маршальский жезл Константина Презана